# Curandeirismo

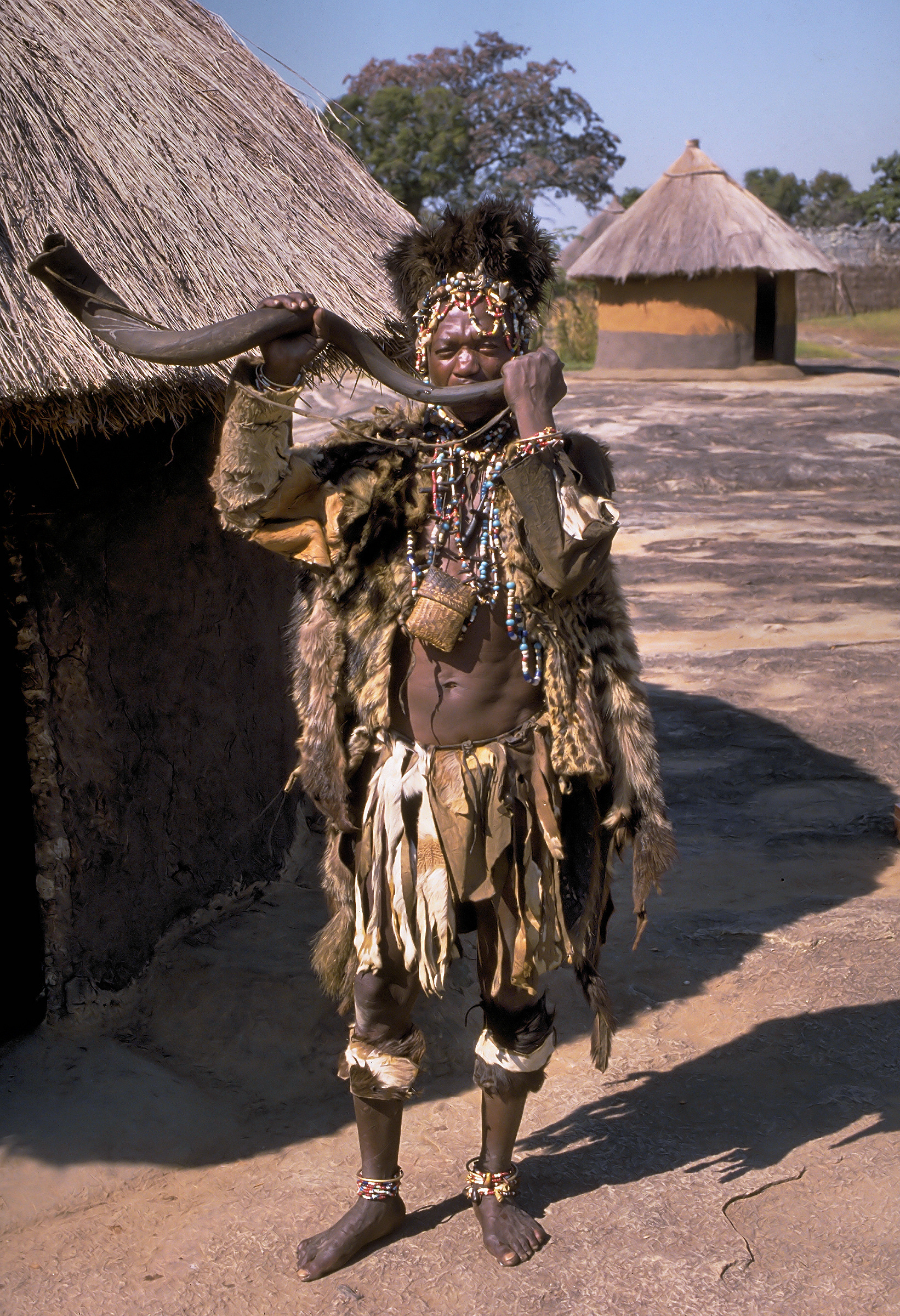
Inganga, um curandeiro xona do Zimbábue

O curandeirismo é prática na qual o indivíduo — o curandeiro ou curador — afirma ter o poder de curar, quer recorrendo a forças misteriosas de que pretensamente disporia, quer pela pretendida colaboração regular de deuses, espíritos etc., que lhe serviriam ou ele dominaria. Nesse sentido, envolve todo um conjunto de "rezas" e práticas de sacerdotes/terapeutas, benzedores, xamãs, pajés, médiums, babalorixás, pastores, bispos, pais de santo, entre outros nomes como tais praticantes são designados a depender da região e cultura local.

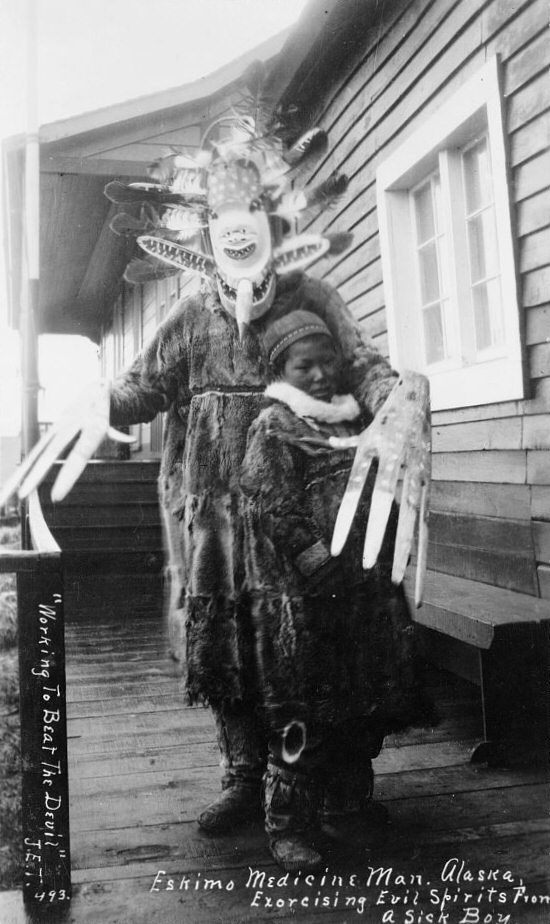
Xamã Yupik "a exorcizar os maus espíritos de um menino doente". Nushagak, Alasca, 1890

## Curandeiros
O curandeirismo situa-se, portanto, entre duas grandes arenas de discussão: a liberdade religiosa e o reconhecimento pelos órgãos de medicina. Nesse último caso, supõe-se que seu agente, o curandeiro (enquadrado na lei), não possui conhecimento algum da medicina. As curas acontecem por meio da sugestão ou também chamado efeito placebo. O crime relacionado a esta prática, previsto no código penal brasileiro consiste mais na falsidade ideológica (falsificação do diploma e atuação como profissional de saúde) do que no dano à saúde, que pode ocorrer mesmo com profissionais habilitados (ver erro médico) por negligência ou imperícia.
No primeiro caso, apesar da necessidade de controle das práticas religiosas motivadas por desorientações coletivas como a que ocorreu em Jonestown, nas Guianas, na comunidade liderada pelo pastor Jim Jones, e outros exemplos de fanatismo, teme-se repetir tragédias de acusação de Bruxaria na Inquisição, durante a Idade Média.
A título de exemplo do fenômeno em nossos dias, observe-se o processo de acusação de feitiçaria recentemente ocorrido contra crianças acusadas de feitiçaria em Angola: o Governo proibiu 17 grupos religiosos em Cabinda de praticarem rituais perigosos de exorcismo em adultos e crianças acusados de feitiçaria, realizando serviços religiosos ilegais em residências e não estando registrados. Embora a lei não reconheça a existência de feitiçaria, as ações abusivas cometidas na prática religiosa são ilegais. Os membros desses grupos não foram perseguidos, mas 2 líderes condenados por maus-tratos infantis a 8 anos de prisão.
A Constituição de Angola consagra a liberdade religiosa e o Governo respeitou este direito na prática; segundo dados do consulado de Angola nos EUA, não houve denúncias de prisões ou detenções por motivos religiosos no país.
Outro exemplo, foi a obrigatoriedade de registrar as Casas de Candomblé, no Brasil, até 1960, por puro preconceito racial e cultural contra os valores das populações escravizadas.

## Da polícia médica aos conselhos profissionais

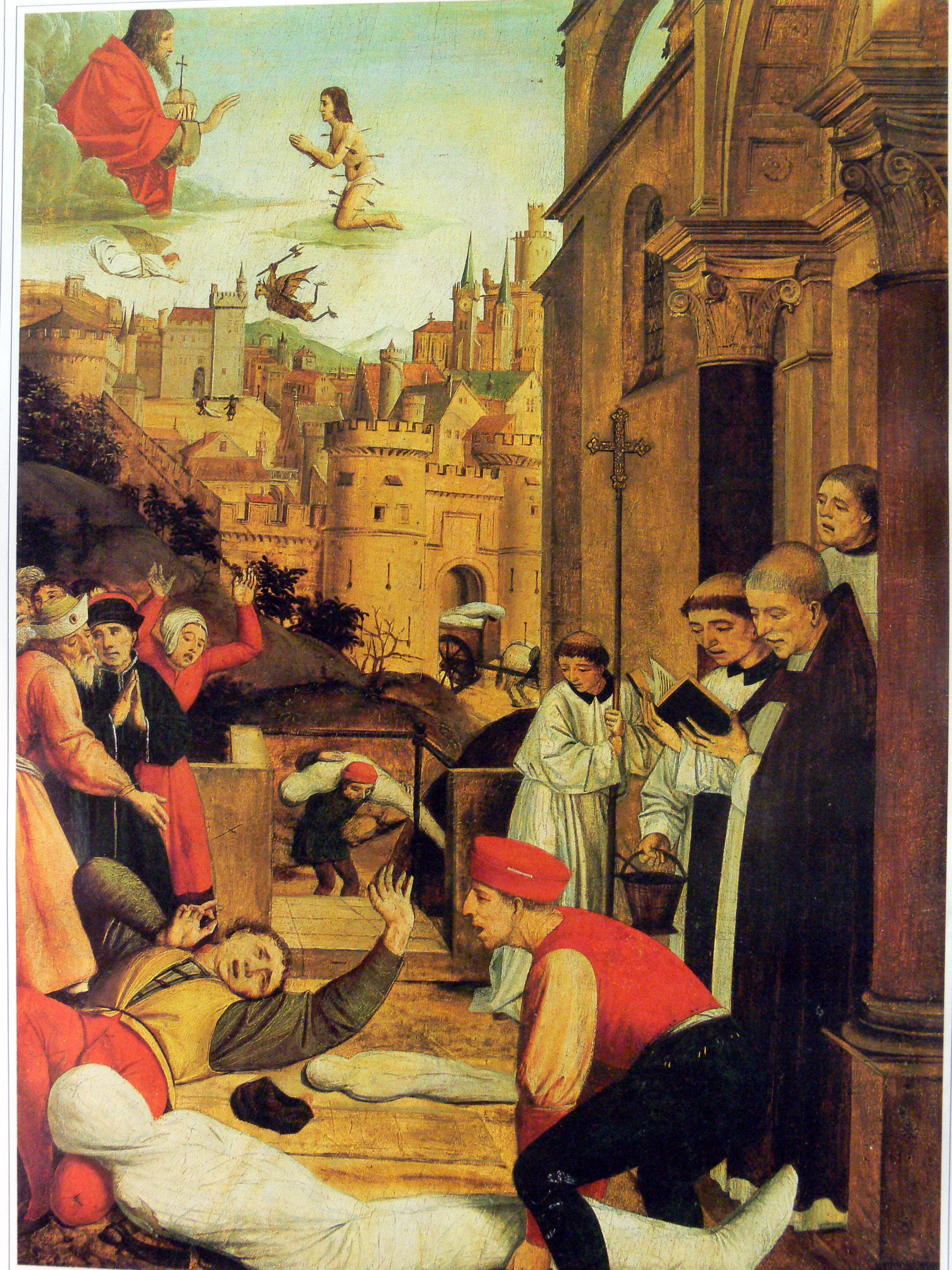
São Sebastião a rezar pelas vítimas da peste por Josse Lieferinxe (1497-1499)

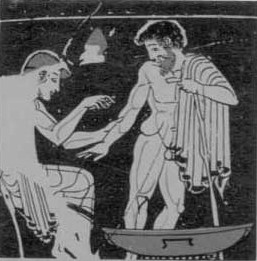
Pintura em Vaso grego antigo mostrando um médico (iatros) fazendo uma sangria

Identificam-se três etapas para consolidação da medicina social ou Saúde Pública: a Polícia Médica, especialmente desenvolvida na Alemanha no início do século XVIII, a Medicina das Cidades ou Medicina Urbana, e a Medicina da Força de Trabalho ou Medicina dos Pobres.
Segundo Rosen, o termo Medizinichepolizei, polícia médica, foi utilizado pela primeira vez na Alemanha, em 1764, por Wolfong Thomas Rau, em seu livro "Reflexões sobre a utilidade e a necessidade de um regulamento de polícia médica para um Estado". Esse mesmo conceito foi desenvolvido por Johann Peter Frank (1745–1821), System einer vollständigem medicinischen Polizey, "Sistema duma polícia médica geral".
A medicina que se desenvolveu na Alemanha do século XVIII voltou-se para uma intervenção direta na vida, tanto do médico, como do cidadão comum. O controle da profissão médica era realizado através um controle pelo Estado dos programas de ensino e da atribuição dos diplomas e da população através de um departamento especializado para coletar informações transmitidas pelos médicos sobre o estado de saúde da população, também relevantes para controlar a atividade dos profissionais da saúde. (Rosen. o.c.)

## Portugal e Brasil
No período colonial, o mesmo modelo de organização dos serviços de saúde, até então vigentes em Portugal, foram transferidos para o Brasil. A estrutura administrativa da Fisicatura era representada pelo Físico-Mor e pelo Cirurgião-Mor do Reino, que, usando de suas atribuições estabeleciam regimentos sanitários especialmente sobre  legalização e da fiscalização do exercício da medicina, expediam avisos, alvarás e provisões para serem executadas pelos seus representantes no Brasil.
Em 1782, D. Maria I criou a Junta do Proto-Medicato em substituição à estrutura da Fisicatura. Formada por um Conselho de deputados, essa instituição, também tinha, como objetivo maior, a fiscalização do exercício da medicina e o controle da venda de medicamento.
As práticas médicas da época estava a cargo das Santas Casas de Misericórdias, hospitais militares e os denominados físicos, os cirurgiões-barbeiros, barbeiros sangradores, boticários curandeiros e parteiras.
De acordo com Pimenta a primeira metade do Oitocentos assistiu a mudanças significativas no exercício das práticas terapêuticas.
No fim da década de 1820 e início dos anos 1830, observa-se uma série de marcos no processo de institucionalização da medicina, como a criação da Sociedade de Medicina do Rio de Janeiro, da Faculdade de Medicina do Rio de Janeiro e de vários periódicos especializados.
Em 1828 foi extinta a Fisicatura-mor  órgão do governo responsável pela fiscalização e regulamentação de todas as atividades relacionadas às
artes terapêuticas.
Os curandeiros e os sangradores foram desautorizados, excluídos do conjunto de atividades legais. As parteiras foram desqualificadas para uma posição subalterna e tiveram as suas atividades apropriadas, o que serviu à expansão do mercado para os médicos.

## Curandeirismo hoje
Observe-se como assinala Witter que os estudos sobre as práticas de cura, especialmente no Brasil, inicialmente fundamentavam-se nas teorias antropológicas reiteirando as hipóteses evolucionistas que consideravam os curandeiros como feiticeiros e charlatões, justificados pela ausência de serviços médicos e mais recentemente desenvolveram-se os estudos não etnocêntricos e abordagens historiográficas capazes de reconhecerem laços de solidariedade, altruísmo, e mesmo heroísmo, dos que atreviam-se a desafiar o poder associado ao saber hegemônico de sua época. Observe-se também que tais práticas de curandeirismo ainda persistem em sociedades modernas com ampla difusão de serviços médicos.